# Konstantin Wassiljewitsch Scharnhorst

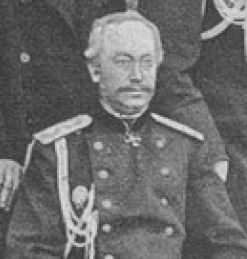
Konstantin Wassiljewitsch Scharnhorst (1893)

Konstantin Wassiljewitsch Scharnhorst (russisch Константин Васильевич Шарнгорст; * 15. Februarjul. / 27. Februar 1846greg. in St. Petersburg; † 22. Märzjul. / 4. April 1908greg. im Ujesd Arensburg) war ein russischer Offizier der Kaiserlich Russischen Armee, Topograf und Hochschullehrer.

## Leben
Konstantin war Angehöriger des Adelsgeschlechts Scharnhorst. Sein Vater Generalleutnant Wassili Scharnhorst (1799–1873) leitete die Militärhauptingenieurschule in St. Petersburg. Scharnhorst wurde zu Hause von seinem Vater in Mathematik, Geographie, Deutsch und Französisch unterrichtet. Mit 14 Jahren kam er in die 4. Klasse des Pagenkorps.
Nach dem Abschluss der Ausbildung als Jahrgangsbester im Mai 1864 kam Scharnhorst als Praporschtschik in das Leibgarde-Gatschinski-Regiment. 1866 begann er das Studium an der Nikolai-Akademie des Generalstabs in der Geodäsie-Abteilung. Nach zwei Jahreskursen folgte ein zweijähriges Praktikum im Pulkowo-Observatorium.
Im November 1870 kam Scharnhorst mit Beförderung zum Kapitan (Hauptmann) als Geodät des Militär-Topografie-Korps zur Staatlichen Vermessung. Ab 1871 führte er die astronomischen Arbeiten der Militär-Topografie-Abteilung des Militärbezirks Turkestan durch. Auf dem Weg dorthin führte er magnetische Messungen in Samara und Kasalinsk durch. Er beteiligte sich an der astronomischen Ortsbestimmung und der Triangulation Taschkents und der Umgebung. Er gründete eine Wetterstation in Taschkent und organisierte die regelmäßige Wetterbeobachtung. Auf dem Weg der Chronometrie-Expedition von Taschkent nach Samarkand bestimmte er den astronomischen Ort an 6 Punkten. Auf der 750-km-Strecke Dschisak-Kasalinsk bestimmte er 12 Punkte. Den Erdmagnetismus in Turkestan bestimmte er an 28 Punkten. Als Mitglied der Gesandtschaft zum Emir von Jetti-Schahr Jakub Bek 1872 bestimmte er einige Orte im Tian Shan, Kaschgar und Naryn.
Scharnhorst wurde 1873 mit der Bestimmung des Längengradunterschieds zwischen Moskau und Kasan und mit ähnlichen Arbeiten in Sibirien beauftragt. 1877 wurde er Assistent des Leiters der Geodätischen Abteilung der Militär-Topografie-Abteilung des Generalstabs und 1878 Assistent des Leiters der Kartografie-Anstalt der Militär-Topografie-Abteilung. Zusammen mit Pawel Kulberg beteiligte er sich an der Längengradunterschied-Bestimmung mit dem Telegrafen zwischen Moskau und Kasan, Jekaterinburg, Omsk, Tomsk, Kansk, Irkutsk, Tschita, Sretensk, Albasino am Amur an der russisch-chinesischen Grenze, Blagoweschtschensk, Chabarowsk, Nikolajewsk am Amur und Wladiwostok. Mit Axel Edvard Bonsdorff bestimmte er 1875 den Längengradunterschied zwischen Taschkent und Omsk. Seine veröffentlichten Ergebnisse fanden ein großes Interesse in der Fachwelt.
Ab 1876 lehrte Scharnhorst als Adjunkt-Professor an der Nikolai-Akademie (1882 Professor, 1890 Ordinarius (mit Lehrstuhl)). 1883 war er zum Generalstab versetzt worden mit Beförderung zum Generalmajor 1885. 1893 wurde er zum verdienten Professor Ordinarius der Nikolai-Akademie gewählt. Er verfasste Lehrbücher der Geodäsie, der mathematischen Geographie, der Astronomie, der Kosmografie und der Trigonometrie. Auch erstellte er Tabellen für die astronomischen Ortsberechnungen, die auch in der Sowjetunion neu herausgegeben wurden.
Nach Beförderung zum Generalleutnant 1896 wurde Scharnhorst 1897 Redakteur der Karten der Militär-Topografie-Verwaltung des Generalstabs. Mit zwei Rechenassistenten begann er die Auswertungen der bisherigen Triangulationen Russlands zu überprüfen. Im Verlauf von 10 Jahren wurden 3236 Triangulationspunkte I. Klasse und eine große Zahl von Punkten II. Klasse im Westteil Russlands neuberechnet. Mit den Ergebnissen dieser Arbeit stellte eine spezielle Kommission fest, dass die Triangulationen des 19. Jahrhunderts größtenteils nicht den erhöhten Anforderungen genügten und dass eine  genauere Triangulation des russischen Territoriums nötig sei. Sie wurde 1910 begonnen.
Scharnhorst verhandelte 1901 in Berlin erfolgreich mit der preußischen Regierung die Erstellung einer gemeinsamen Karte der russisch-preußischen Grenze. Dies war die Grundlage für die gemeinsame Revision des Grenzverlaufs zwischen Russland und Deutschland von der Ostsee bis Österreich-Ungarn 1904 mit Abkommen für die Grenze von der Ostsee bis zur Memel 1912 und von der Memel bis zur Pissa 1914. Der Erste Weltkrieg verhinderte die Weiterarbeit.
Scharnhorst war Gründungsmitglied der Russischen Astronomischen Gesellschaft und aktives Mitglied der Kaiserlichen Russischen Geographischen Gesellschaft. Seit 1884 beteiligte er sich an der Arbeit der Kommission zur Untersuchung der Schwerkraft in Russland.
Scharnhorst hatte 1876 Baronesse Rehbinder geheiratet, die 1880 starb. Mit ihr hatte er einen Sohn und eine Tochter bekommen. 1882 hatte er Konstanzija Eduardowna von Ammond (* 1858, vordem  Hoffräulein Kaiserin Marija Alexandrownas) geheiratet, mit der er einen Sohn und zwei Töchter bekommen hatte.
Scharnhorst starb am 4. April 1908 an Diphtherie auf dem Landgut seines Schwiegersohns auf der Insel Ösel.

## Ehrungen, Preise
- Kleine Silbermedaille der Russischen Geographischen Gesellschaft (1872)[2]
- Sankt-Stanislaus-Orden II. Klasse (1872), I. Klasse (1888)
- Konstantin-Medaille der Russischen Geographischen Gesellschaft (1876)[1][2]
- Orden des Heiligen Wladimir IV. Klasse (1876), III. Klasse (1882), II. Klasse (1902)
- Russischer Orden der Heiligen Anna II. Klasse (1879), I. Klasse (1891)
- Kaiser-Peter-der-Große-Preis des Volksbildungsministeriums (1896) für das Lehrbuch der Mathematischen Geographie und die Einführung in die Astronomie[5]